# Luzamba flygplats
Luzamba flygplats är en flygplats i Angola.   Den ligger i provinsen Lunda Norte, i den norra delen av landet, 500 kilometer öster om huvudstaden Luanda. Luzamba flygplats ligger 868 meter över havet.
Terrängen runt Luzamba flygplats är huvudsakligen platt, men åt nordost är den kuperad. Terrängen runt Luzamba flygplats sluttar västerut. Runt Luzamba flygplats är det mycket glesbefolkat, med 4 invånare per kvadratkilometer..
I omgivningarna runt Luzamba flygplats växer huvudsakligen savannskog.